# 크라이슬러 200
크라이슬러 200(Chrysler 200)은 크라이슬러의 전륜구동 중형차다.

## 1세대

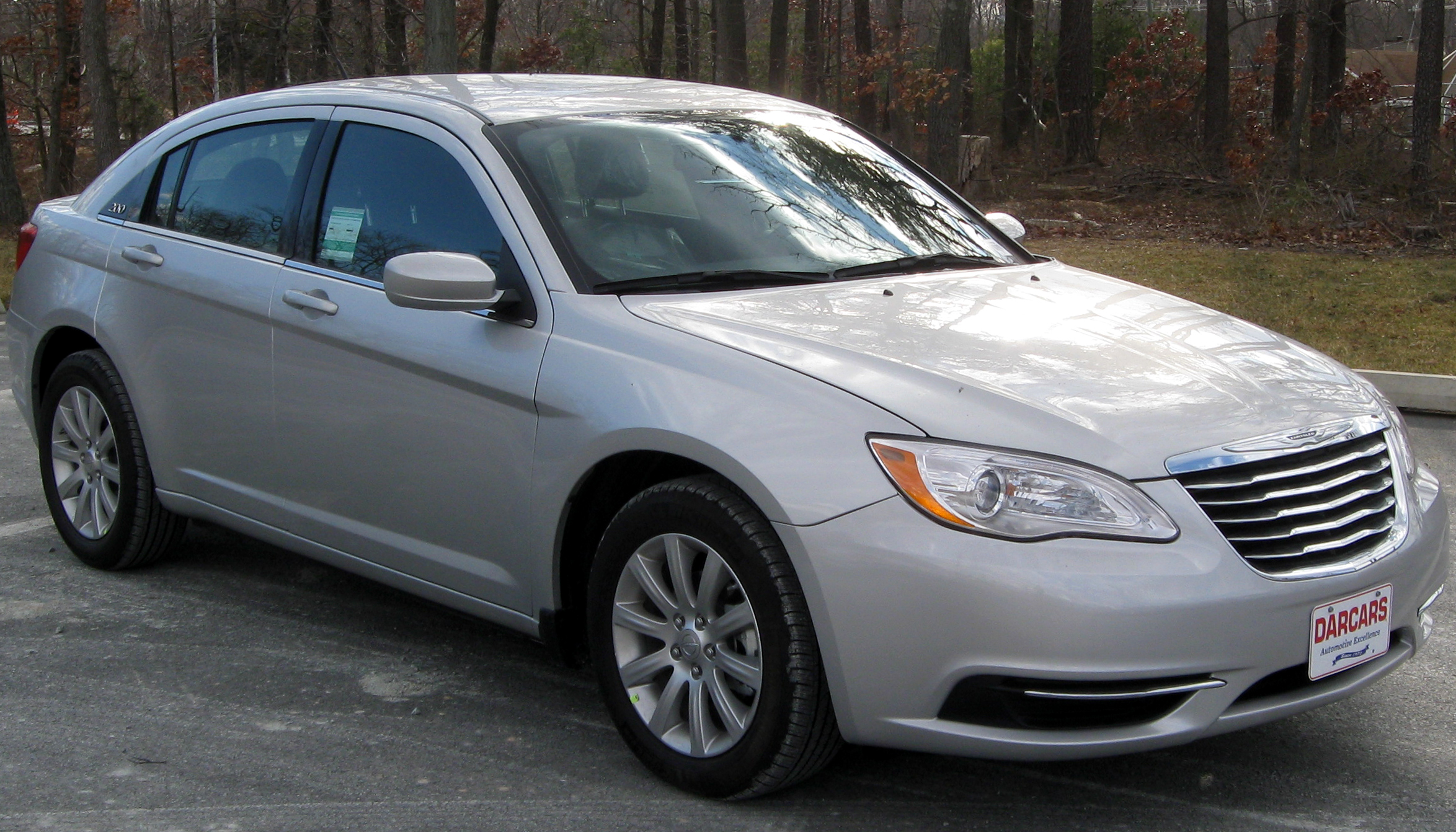
크라이슬러 200(세단) 정측면

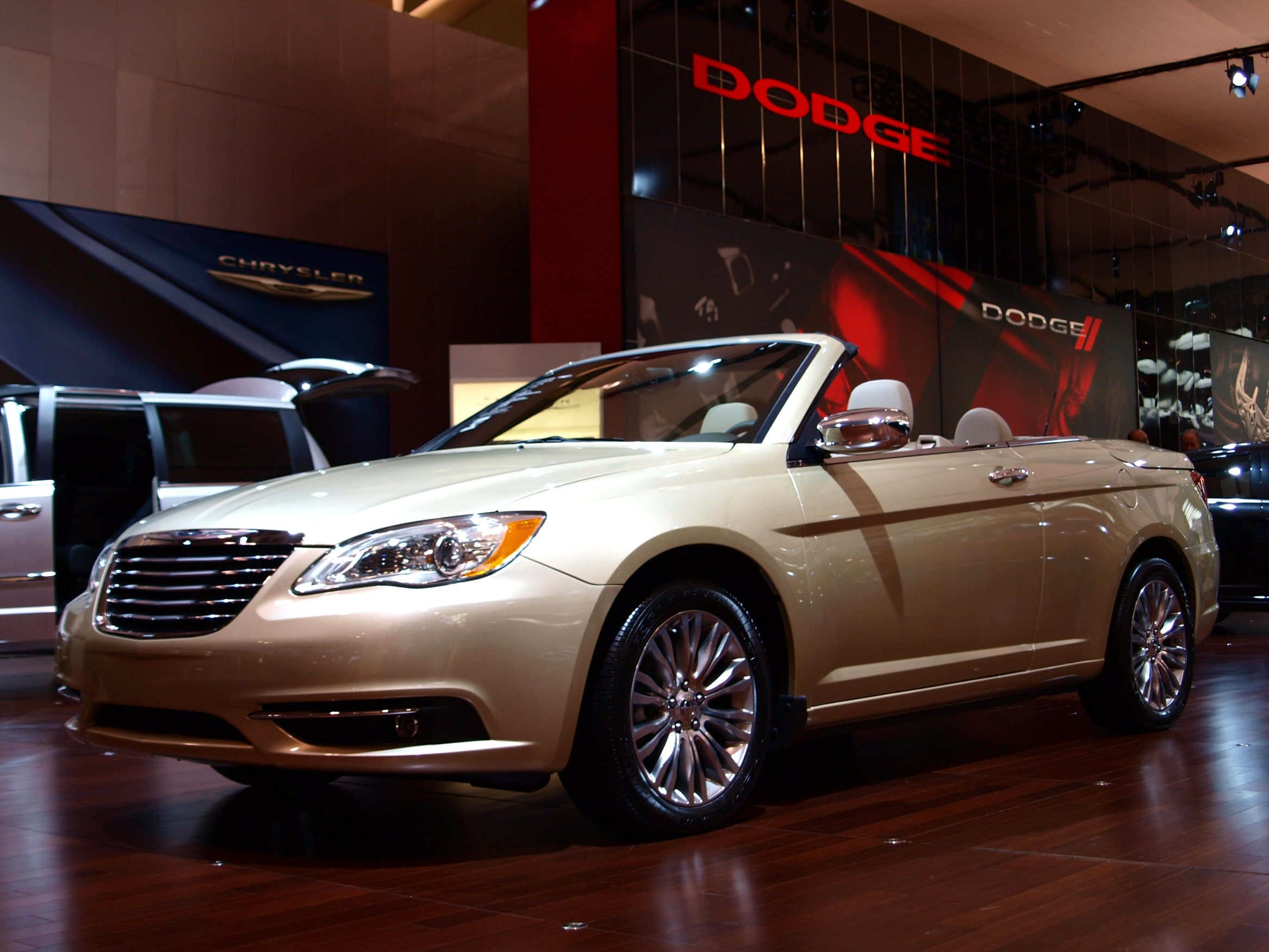
크라이슬러 200(컨버터블) 정측면

2010년에 세브링의 페이스 리프트 차종으로 출시됨과 동시에 개명하였다. 닷지 어벤저와 전륜구동 플랫폼을 공유하고, 세단과 컨버터블이 있었다. 유럽에서는 란차 브랜드를 통해 플라비아로 판매되었다. 세브링의 수입이 중지된 후에 1세대는 대한민국에서 판매되지 않았다.

## 2세대

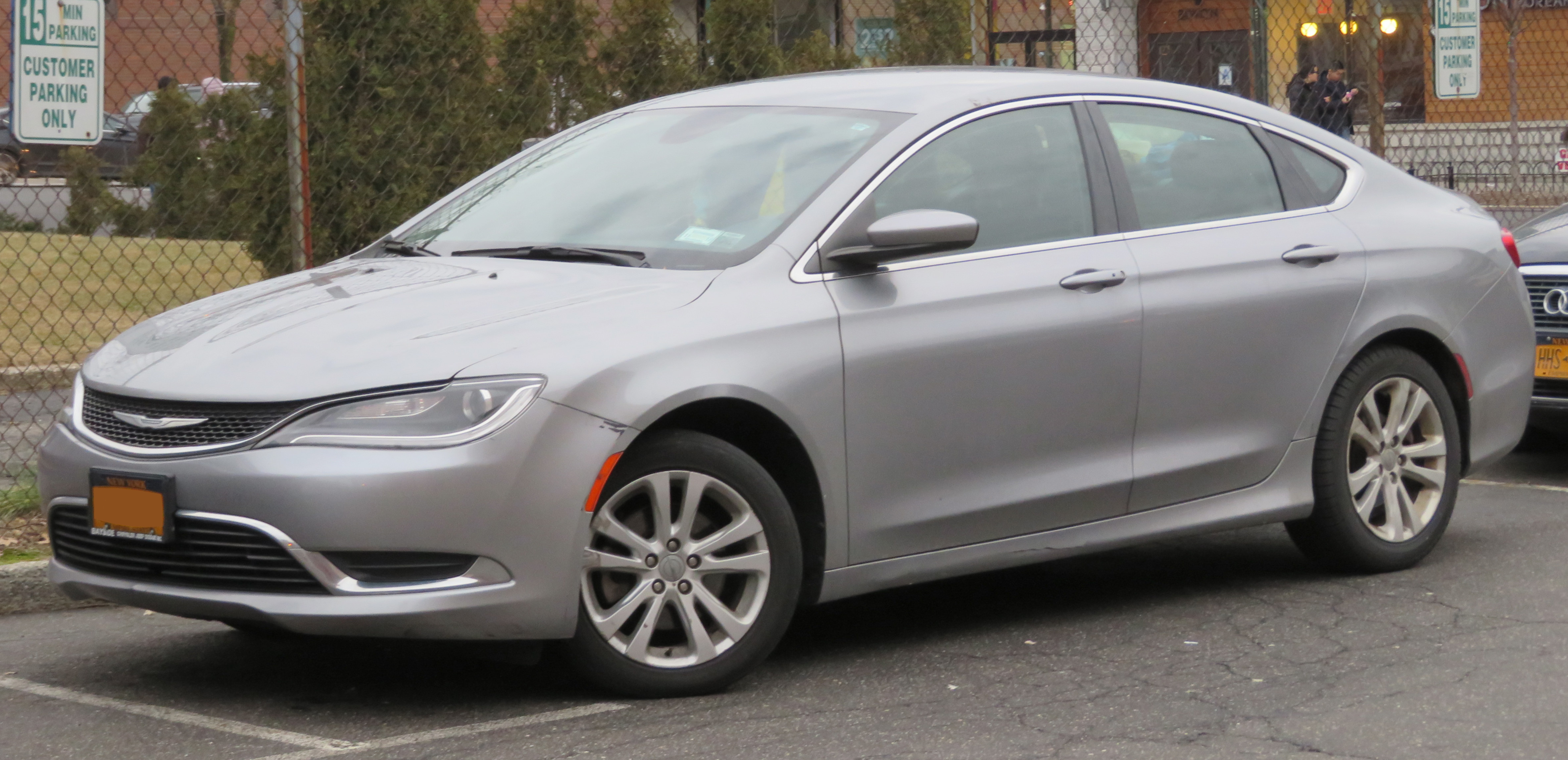
크라이슬러 200 정측면

2014년에 개최된 북미 국제 오토쇼를 통해 공개되었고, 같은 해 5월에 출시되었다. 1세대에 있었던 컨버터블이 없어졌고, 세단만 남았다. 피아트 산하의 알파로메오 줄리에타에 적용된 전륜구동 플랫폼을 공유하며, 이는 체로키(KL)와도 공유한다. 피아트의 가변 밸브 타이밍·리프트 시스템인 멀티에어를 적용한 직렬 4기통 2.4L SOHC 타이거샤크 엔진과 V형 6기통 3.6L DOHC 펜타스타 엔진이 적용되었다. 여기에 동급 최초로 ZF의 9단 자동변속기를 조합하였는데, 재규어처럼 로터리 방식으로 되어 있다. V형 6기통 3.6L DOHC 펜타스타 엔진에는 4륜구동도 추가된다. 대한민국에는 2015년 2월에 수입이 개시되었으며, 직렬 4기통 2.4L SOHC 타이거샤크 엔진 장착 사양만 판매되었다. 하지만 판매 부진과 저유가에 따라 불과 출시 2년 만에 단종이 결정되었다. 2016년 2월에 크라이슬러는 SUV 및 픽업 트럭에 주력하기 위하여 200과 200의 아랫급 차종인 닷지 다트의 단종을 발표하였으며, 같은 해 12월에 후속 차종 없이 단종되었다.